# 主題式教學
主題式教學（Thematic teaching）是在課程單元、一個或多個課程中選定一個主題，以此主題開展相關的教學內容。主題式教學常常是跨領域的，會強調各學科和日常生活中知識的關係。例如主題式教學若以「圓」為主題，可以探討圓的數學特性，在日常生活中找出圓的物體，製作以圓為主題的圖畫等。
主題可以是單一的，也可以是一個總體層面的問題。主題式學習和跨領域教學或整合式教學、專題研習或現象式教學有密切的關係。主題式教學常用在小學或初級中學中，以小組為基礎的方式進行，不過此方法在中學或成人學習中也一様的重要。主題式教學有個假設：學習者若可以將新的資訊及整個課程將其自身的生活、經歷及群體連結，會有最好的學習效果。 

## 步驟
- 選定題材：需選擇學生有興趣，且和課堂有關的主題題材，有些作法中，是由學生選擇主題題材，因為成功的主題式教學需要教師的研究以及準備，此一主題也要是教師有興趣的。
- 進行研究：有效的跨學科主題式教學需要教師大量的知識以及準備。若在設計相關活動及課程時，沒有廣泛的知識基礎，主題式教學會變成和主題關係不強，隨機選擇的活動，無法讓學生有更深層次的思考。
- 設計和題材有關的核心問題：核心問題是開放式，需要動腦筋，進一步思考的問題。核心問題會將重點放在對主題的探究，幫助教師選出和主題有關，最重要的事實及概念，並且將準備工作集中在此部份[3]。
- 設計可以引導學生回答核心問題的教學單元以及活動：教師需選擇和主題有關的教學及學習策略、活動、課堂材料及經驗，引導學生回答核心問題。策略可以是個別的，或是集合性的，強調像是閱讀、寫作以及報告的能力。

## 外部連結
- 教室應該不一樣 主題式教學 走出課本 跨域學習 帶孩子找回上學樂趣 （页面存档备份，存于） 未來教育 遠見-天下文化教育基金會